# Пентекост (река)
Пе́нтекост (англ. Pentecost River) — река в Австралии. Впадает в залив Кембридж на юге Тиморского моря. Протекает по территории восточного Кимберли на северо-востоке штата Западная Австралия.
Длина реки составляет 118 км. Площадь бассейна — 8940 км². Длина основного потока бассейна Пентекоста, состоящего из 55 км нижней половины реки Пентекост и её крупнейшего притока Чеймберлин, равняется 275 км.
Пентекост начинается с высоты примерно 248 м над уровнем моря на восточных склонах северной части хребта Дьюрак и течёт вдоль него на север. К юго-востоку от Уиндема впадает в эстуарий Уэст-Арм залива Кембридж, являющегося ответвлением залива Жозеф-Бонапарт.
Река названа в 1882 году М. П. Дьюраком в честь Джона Пентекоста.